# Castillon, Alpes-Maritimes
Castillon är en kommun i departementet Alpes-Maritimes i regionen Provence-Alpes-Côte d'Azur i sydöstra Frankrike. Kommunen ligger  i kantonen Sospel som ligger i arrondissementet Nice. År 2022 hade Castillon 422 invånare.

## Befolkningsutveckling
Antalet invånare i kommunen Castillon
Referens: INSEE